# 惠安机场
惠安机场或称惠安军用机场是位于福建省泉州市惠安县的一座军用机场。隶属于中国人民解放军东部战区空军。
1958年台海空战之前，为执行中国人民解放军空军入闽计划。1955年初，政务院、中央军委下达在福建地区修建机场的命令。两年内，解放军共抢修福清龙田、莆田、惠安、泉州、厦门、漳州等几个一线机场。建成后的惠安机场与漳州龙溪机场、福清龙田机场是中国大陆离台湾最近的三个空军机场。距离臺北278公里。它与龙田机场属于转场用机场，战时用于战斗轰炸机进驻。
1992年7月6日，中華民國空軍对佛山沙堤、泉州惠安、厦门马巷等机场的紅旗2號防空飛彈进驻情况进行侦照:155。2020年时，东部战区空军对惠安机场、龙田、龙溪进行扩建。从卫星影像可观察到，已建造3个可能用来存放弹药的掩体，并小规模扩建跑道与停机坪。惠安机场在现有24个遮阳式军机掩体的基础上，增设4个加固的军机掩体。